# برومو-دراگون‌فلای
برومو-دراگون‌فلای (به انگلیسی: Bromo-DragonFLY) با فرمول شیمیایی C۱۳H۱۲BrNO۲ یک ترکیب شیمیایی با شناسه پاب‌کم ۱۰۵۴۴۴۴۷ است. که جرم مولی آن ۲۹۴٫۱۴ g/mol می‌باشد.